# 阿邁斯諾肯山

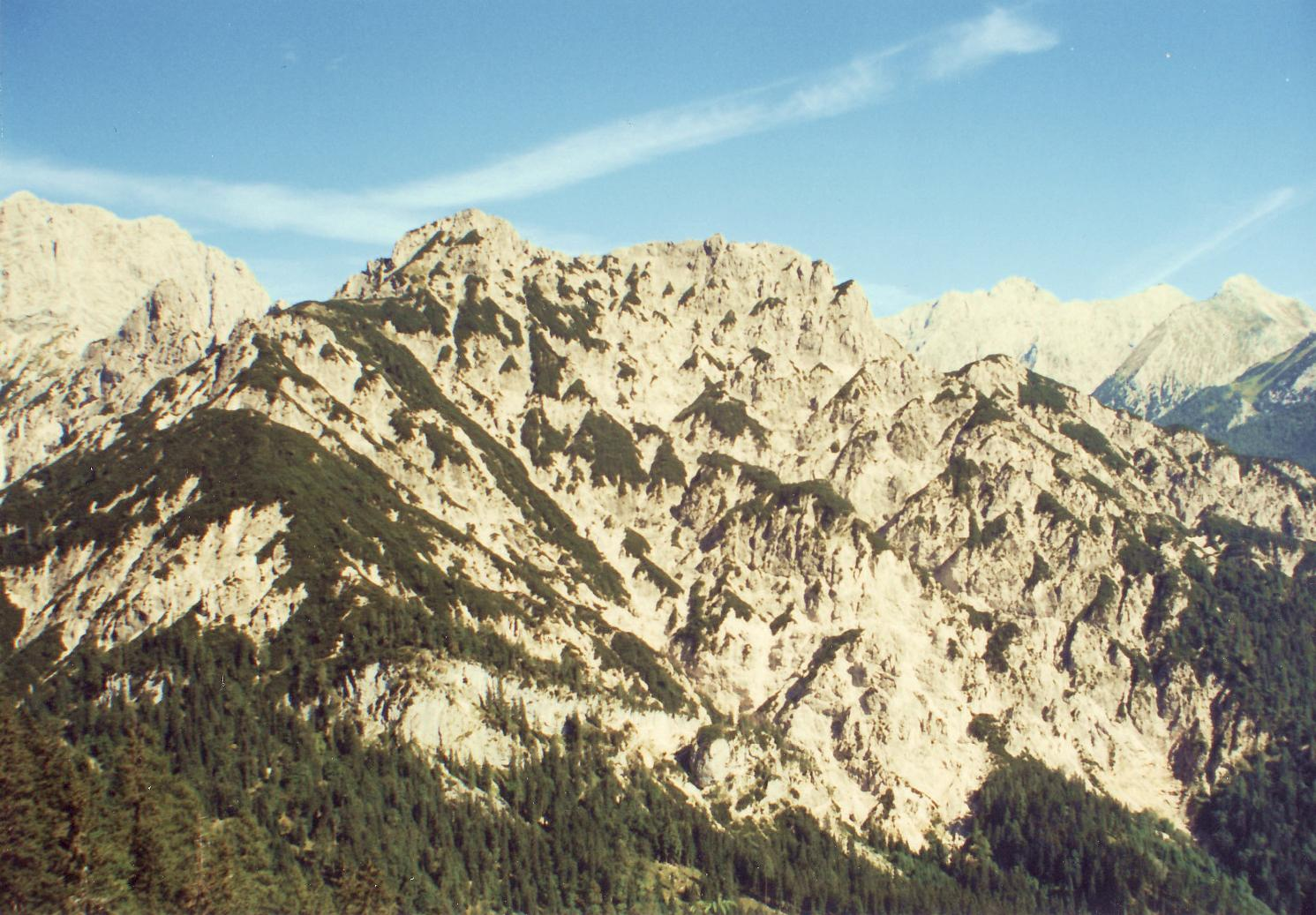

47°35′8.4″N 12°47′7.5″E / 47.585667°N 12.785417°E
阿邁斯諾肯山（德語：Ameisnockenkopf），是中歐的山峰，位於奧地利和德國接壤的邊境，屬於貝希特斯加登阿爾卑斯山脈的一部分，距離施塔德爾山0.8公里，海拔高度1,925米。